# Nannodiella hukuiensis
Nannodiella hukuiensis é uma espécie de gastrópode do gênero Nannodiella, pertencente a família Clathurellidae.